# Gare d’Olonne-sur-Mer
Gare d’Olonne-sur-Mer vasútállomás Franciaországban, Olonne-sur-Mer településen.

## Vasútvonalak
Az állomást az alábbi vasútvonalak érintik:
- Les Sables-d'Olonne–Tours-vasútvonal

## Kapcsolódó állomások
A vasútállomáshoz az alábbi állomások vannak a legközelebb:
- Gare de La Mothe-Achard (Gare de Loudun, Les Sables-d'Olonne–Tours-vasútvonal)
- Gare des Sables-d'Olonne (Gare des Sables-d'Olonne, Les Sables-d'Olonne–Tours-vasútvonal)